# Frank Radovich
Frank Raymond Radovich, né le 3 mars 1938 à Hammond, dans l'Indiana, est un ancien joueur américain de basket-ball.

## Biographie
Radovich fut sélectionné en 14e position de la draft 1960 de la NBA par les Hawks de Saint-Louis après une carrière universitaire aux Hoosiers de l'Indiana avec 11,3 points et 9,6 rebonds de moyenne par match. Il joua pour les Warriors de Philadelphie durant la saison 1961–1962 de la NBA. Radovich entraîna plus tard l'équipe de basket-ball hommes des Eagles de Georgia Southern de 1967 à 1970, en compilant un record global de 48 victoires pour 24 défaites. Il obtint ensuite un master à l'Université de l'Indiana, où il fut également entraîneur adjoint diplômé pendant une saison (1971-1972).